# Anna Wiik
Anna Elisabeth Wiik, född Forsström 5 mars 1891 i Helsingfors, död där 30 oktober 1964, var en finländsk folkbildare och arkivföreståndare. 
Efter att vid 16 års ålder ha anslutit sig till socialdemokratin kom hon att redan före 1918 verka som kursledare inom landets svenska arbetarföreningar. Under en period var hon sekreterare i Finlands svenska arbetarförbunds bildningsutskott. Hon blev 1918 som assistent vid Arbetararkivet av dess grundare Karl H. Wiik. År 1925 ingick hon äktenskap med honom och blev hans efterträdare som föreståndare för arkivet, en post som hon innehade till 1940. Efter krigsslutet medverkade hon till att bygga upp det kommunistiska arkivet, Folkets arkiv, vid vilket hon var anställd i slutet av 1940-talet.